# Joe Polo
Joseph (Joe) Polo (ur. 10 grudnia 1982) – amerykański curler. Medalista olimpijski i mistrz Stanów Zjednoczonych.

## Osiągnięcia

### Igrzyska Olimpijskie
W 2006 roku w Turynie zdobył brązowy medal, razem z Pete Fensonem, Shawnem Rojeski, Johnem Shusterem i Scottem Bairdem.
12 lat później w Pjongczangu również zdobył medal, tym razem złoty; w zwycięskiej drużynie, oprócz Polo, grali: John Shuster, Tyler George, Matt Hamilton i John Landsteiner.

### Mistrzostwa Świata
Sześciokrotnie brał udział w Mistrzostwach Świata w Curlingu, nie zdobył jednak ani jednego medalu (trzykrotnie jego drużyna zdobyła czwarte miejsce).

### Mistrzostwa Stanów Zjednoczonych
Sześciokrotnie zdobył tytuł mistrza Stanów Zjednoczonych w Curlingu.